# 2019冠状病毒病帕劳疫情
2019冠状病毒病帕劳疫情自2021年5月31日起在大洋洲国家帕劳爆发。截至2021年8月，帕劳是全球COVID-19疫苗接种率最高的地方，有84%的人全程接种。

## 疫情
自疫情爆发之前，帕劳当局就开始施行边境管制。总统湯米·雷蒙傑索签发行政命令，宣布于2020年2月1日到29日暂停中国大陆、澳门及香港抵达航班。到同年3月，帕劳关闭边境。4月起，全国学校停课，暂停境外游客来访。抵达的外国旅客需要进行为期14天的隔离。
2021年4月1日，帕劳与中华民国成立“旅游泡泡”机制，开放两国游客互访。3月28日帕劳总统惠恕仁率團訪台，美國駐帛琉大使倪約翰（JohnHennessey-Niland）隨行；這是惠恕仁上任後首次出訪，也是國際疫情後，第一位到訪台灣的外國元首。
2021年5月31日，帕劳出现首例确诊病例。总统惠恕仁表示患者密切接触者的检测结果为阴性，感染其他人的风险较低。他强调大多数民众已经接种了疫苗。6月11日，第二例病例报告。到8月24日，无新增病例。

## 统计数据

### 各州病例
| 州份         | 病例数 |
| ------------ | ------ |
| 艾梅利克州   | 55     |
| 艾拉伊州     | 506    |
| 安加爾州     | 21     |
| 哈托博海伊州 | 0      |
| 卡揚埃爾     | 2      |
| 科罗尔州     | 2,841  |
| 梅莱凯奥克州 | 36     |
| 雅拉爾德州   | 97     |
| 雅切隆州     | 42     |
| 雅德馬烏州   | 25     |
| 雅龐州       | 41     |
| 恩切薩爾州   | 38     |
| 埃雷姆倫維州 | 92     |
| 宜瓦尔州     | 62     |
| 貝里琉州     | 97     |
| 松索羅爾州   | 0      |
| 不明         | 32     |
| 14/16        | 3,987  |

## 疫苗
2021年，帕劳民众陆续接种2019冠状病毒病疫苗。根据帕劳与美国签订的《自由联系条约》，帕劳收到来自曲速行動的疫苗。帕劳卫生部表示接种工作已于1月3日，截至4月12日已有40%的民众完整接种。到5月26日，96%的成年人（18岁及以上）全程接种。首宗确诊病例出现当天，97%的成年民众已接种疫苗，占总人口70%。政府也宣布给12岁到17岁的未成年人接种。截至8月，65%的未成年人至少接种一剂疫苗，将全程接种的人数推升到80%。到2021年8月24日，14,938人至少接种一剂疫苗，其中14,447人已全程接种。新增1146名未成年人至少接种一剂，其中835人全程接种。按帕劳人口总数18,092人计算，全程接种人数达84.5%。